# Annona acutiflora
Annona acutiflora este o specie de plante angiosperme din genul Annona, familia Annonaceae, descrisă de Carl Friedrich Philipp von Martius. Conform Catalogue of Life specia Annona acutiflora nu are subspecii cunoscute.